# Максимович, Новица
Но́вица Макси́мович (серб. Новица Максимовић / Novica Maksimović; род. 4 апреля 1988, Сомбор, САК Воеводина) — сербский футболист, полузащитник.

## Карьера
Профессиональную карьеру начал в 2006 году в клубе «Црвенка». 
В 2008 году перешёл в «Хайдук» из Кулы, за которую провёл 90 матчей. 
В 2012 году перешёл в «Нови-Сад», через год в венгерский «Ломбард» из Папы. В 2014 году вернулся на родину, играл за «Слободу» из Ужице. В том же году переходит в клуб «Спартак» из Суботицы.
В 2015 году перешёл в «Войводину».
В марте 2017 года стал игроком казахстанского клуба «Атырау».